# Округ Френклин (Вашингтон)
Округ Френклин (енгл. Franklin County) је округ у америчкој савезној држави Вашингтон.

## Демографија
По попису из 2010. године број становника је 78.163, што је 28.816 (58,4%) становника више него 2000. године.
| Група             | 2000.          | 2010.          |
| Белци             | 23.470 (47,6%) | 33.804 (43,2%) |
| Афроамериканци    | 1.230 (2,5%)   | 1.473 (1,9%)   |
| Азијати           | 800 (1,6%)     | 1.434 (1,8%)   |
| Хиспаноамериканци | 23.032 (46,7%) | 40.004 (51,2%) |
| Укупно            | 49.347         | 78.163         |